# Montignac-Toupinerie
Montignac-Toupinerie é uma comuna francesa na região administrativa da Nova Aquitânia, no departamento Lot-et-Garonne. Estende-se por uma área de 8,57 km². Em 2010 a comuna tinha 149 habitantes (densidade: 17,4 hab./km²).